# Abdumalik Khalokov
Abdumalik Khalokov (Bukhara, 9 de abril de 2000) é um pugilista uzbeque, campeão olímpico.

## Carreira
Ele ganhou a medalha de ouro nas Olimpíadas de Verão da Juventude de 2018 no peso galo e no Campeonato Mundial de Boxe Juvenil da AIBA de 2018 na categoria de peso até 56 kg. No Campeonato Mundial Juvenil de 2018, ele lutou contra o russo Vsevolod Shumkov e ganhou a medalha de ouro no peso galo. Em 2021, Khalokov participou do Campeonato Mundial de Boxe da AIBA e ficou com a medalha de prata.
Nos Jogos Olímpicos de Verão de 2024, em Paris, conquistou a medalha de ouro na disputa de peso pena (até 57 kg).